# Pierre-Joseph Guillet
Pour les articles homonymes, voir Guillet.
Pierre Joseph Guillet, né le 3 février 1765 à Chambéry (Savoie), mort le 3 mars 1836 à Fenestrelle (Piémont), est un général français de la Révolution et de l’Empire.

## États de service
Il entre en service en 1779, comme volontaire dans le régiment des gardes du roi de Sardaigne, et il passe au service de l’Espagne le 8 mars 1786, dans le régiment des gardes Wallonnes, comme fourrier. Il est sergent au régiment de Flandres dans la brigade Wallonne, lorsqu’il apprend l’occupation de la Savoie par l’armée française, et la déclaration de guerre de l’Espagne. Il se rend à Marseille et de là dans son pays natal, où il est fait lieutenant au 1er bataillon du Mont-Blanc le 28 février 1793.
Le 18 mars 1793, il est nommé capitaine à l’avant-garde de l’armée des Alpes, puis il passe dans l’armée des Pyrénées-Orientales, il se trouve le 17 septembre à l’affaire de Peyrestortes, et le 23 brumaire an II (7 décembre 1793), à la reprise de Villelongue, où suivi de deux ordonnances, il fait prisonnier 28 grenadiers et 2 officiers portugais. Lors de la retraite du 1er nivôse an II (21 décembre 1793), il attire l’attention de toute l’armée en se portant seul au devant d’un escadron espagnol qu’il oblige à se replier après avoir tué à bout portant deux cavaliers.
Le 13 nivôse an II (2 janvier 1794), il est nommé adjudant-général chef de bataillon, et adjudant-général chef de brigade le 25 pluviôse suivant (13 février 1794). Il est confirmé dans son grade le 25 prairial an III (13 juin 1795), il sert dans l’armée de l’Ouest et à l’armée d’Italie, employé aux états-majors des 17e et 14e divisions militaires, jusqu’au 12 thermidor an VIII (31 juillet 1800).
Il est promu général de brigade le 11 thermidor an VII (30 juillet 1799), et le 12 prairial an IX (1er juin 1801), il est attaché au corps d’observation de la Gironde. Il fait la campagne de Portugal sous les ordres du général Leclerc, et il est successivement employé dans les 10e et 9e divisions militaires pendant les ans X et XI. Il est fait commandeur de la Légion d’honneur le 25 prairial an XII (14 juin 1804).
Le 4e jour complémentaire an XIII (21 septembre 1805), il rejoint l’Italie, puis il suit le général Marmont en Dalmatie, et en 1807, il est envoyé aux îles de la Brazza et de la Solta pour y maintenir l’ordre après le départ des Russes. Il déploie une telle rigueur, qu’il est rappelé à Milan en septembre 1807, et il est mis en non activité le 12 février 1809.
Retiré dans son pays natal, il reprend du service pendant les Cent-Jours, dans les gardes nationales actives de la 7e division de réserve de l’armée des Alpes, puis retourne en Savoie à la paix.
Il meurt le 3 mars 1836, au fort de Fenestrelles dans le Piémont.

## Sources
- (en) « Generals Who Served in the French Army during the Period 1789 - 1814: Eberle to Exelmans »
- Thierry Pouliquen, « Les généraux français et étrangers ayant servis [sic] dans la Grande Armée » (consulté le 30 décembre 2013)
- « Cote LH/1240/13 », base Léonore, ministère français de la Culture
- A. Lievyns, Jean-Maurice Verdot et Pierre Bégat, Fastes de la Légion-d'honneur, biographie de tous les décorés accompagnée de l'histoire législative et réglementaire de l'ordre, tome 5, Bureau de l’administration, 1847, 575 p. (lire en ligne), p. 389.
- (pl) « Napoléon.org.pl »